# Chesterfield (stacja kolejowa)
Chesterfield (ang.: Chesterfield railway station) – stacja kolejowa w Chesterfield, w hrabstwie Derbyshire, w Anglii, w Wielkiej Brytanii. Położona jest 12 mil (19 km) na południe od stacji kolejowej Sheffield, na wschód od centrum miasta, na Midland Main Line. Przewoźnikiem zarządzającym stacją jest East Midlands Trains, ponadto obsługują ją CrossCountry oraz Northern Rail. 
Stacja działa w ramach programu PlusBus, w ramach którego można kupić wspólny bilet na pociąg i autobus. Pod koniec 2009 Chesterfield został włączony do usług Penalty fare East Midlands Trains.
W okresie od kwietnia 2021 do marca 2022 z usług stacji skorzystało 1 204 996 pasażerów.